# Alexey Dreev
Alexey Dreev (1969) é um enxadrista grande mestre da Rússia. 
O seu rating ELO no topo foi de 2705 em Outubro de 2003 e foi alcançado novamente em Abril de 2005.